# Rhynchium ardens
Rhynchium ardens är en stekelart som beskrevs av Smith 1873. Rhynchium ardens ingår i släktet Rhynchium och familjen Eumenidae. Inga underarter finns listade i Catalogue of Life.